# کلیسای اسقفی اسکاتلند
کلیسای اسقفی اسکاتلند (گیلی اسکاتلندی: Eaglais Easbaigeach na h-Alba) کلیسای عشای آنگلیکان در کشور اسکاتلند است که شامل هفت اسقف‌نشین است.